# DMB (film)
 For alternative betydninger, se DMB. (Se også artikler, som begynder med DMB)
DMB (russisk: ДМБ) er en russisk spillefilm fra 2000 af Roman Romanovitj Katjanov.

## Medvirkende
- Pjotr Korsjunov som Gennadij Bobkov
- Stanislav Duzjnikov som Anatolij Pestemejev
- Mikhail Petrovskij som Vladislav Kasjirskij
- Sergej Artsibasjev som Nikolaj Kazakov
- Sergej Galkin